# Dame-Marie (Haití)
Dame-Marie (en criollo haitiano Dam Mari) es una comuna de Haití que está situada en el distrito de Anse-d'Hainault, del departamento de Grand'Anse.

## Secciones
Está formado por las secciones de:
- Bariadelle
- Dallier
- Desormeau (que abarca la villa de Dame-Marie)
- Petite Rivière (que abarca el barrio de Lesson)
- Baliverne

## Demografía
| Gráfica de evolución demográfica de Dame-Marie entre 2009 y 2015 |
|                                                                  |

Los datos demográficos contemplados en este gráfico de la comuna de Dame-Marie son estimaciones que se han cogido de 2009 a 2015 de la página del Instituto Haitiano de Estadística e Informática (IHSI). 